# Katharina von Hanau (1525–1581)
Katharina von Hanau (* 26. März 1525; † 20. August 1581) war die älteste Tochter des Grafen Philipp II. von Hanau-Münzenberg und der Gräfin Juliana zu Stolberg.

## Familie
Katharina heiratete 1543 Graf Johann IV. von Wied-Runkel und Isenburg († 15. Juni 1581), der 1525 in Köln als Domherr erwähnt wird, 1534 an der juristischen Fakultät alten Universität Köln (Universitas Studii Coloniensis) immatrikuliert wurde und später in den weltlichen Stand trat.
Aus dieser Ehe gingen hervor:
- Hermann I. (* 1547/48; † 10. Dezember 1591), ⚭ 1543 Gräfin Walpurga von Bentheim-Steinfurt (* 24. Oktober 1555; † 9. April 1628), folgte seinem Vater 1581
- Wilhelm   (* 1560; † 13. September 1612), ⚭ 1582 Gräfin Johanna Sibylla von Hanau-Lichtenberg (* 6. Junli 1564; † 24. März 1636), folgte seinem Vater 1581 in Runkel und Dierdorf, der so genannten „Obergrafschaft Wied“
- Juliane (* 1545; † 13. Oktober 1606), ⚭ 1569 Pfalzgraf Reichard von Pfalz-Simmern, (* 25. Juli 1521; † 13. oder 14. Januar 1598)
- Magdalena (* ca. 1545/51; † 13. Oktober 1606), ⚭ 1571 Graf Siegmund von Hardegg (* 1539; † 1599)
- Anna (* 1554; † 1590), ⚭ Freiherr Johann Wilhelm von Rogendorf (* 4. Juli 1531; † 13. September 1590)
- Katharina (* 27. Mai 1552; † 13. November 1584),  ⚭ 1572 Graf Philipp V. von Hanau-Lichtenberg (* 21. Februar 1541; † 2. Juni 1599)
- Agnes († 1. Mai 1581), ⚭ 1573 Reichserbschenk Gottfried IV. von Limpurg-Speckfeld-Obersontheim (* 1547; † 16. Juni 1581)

## Vorfahren
| Ahnentafel der Gräfin Katharina von Hanau-Münzenberg | Ahnentafel der Gräfin Katharina von Hanau-Münzenberg                                                        | Ahnentafel der Gräfin Katharina von Hanau-Münzenberg                                                        | Ahnentafel der Gräfin Katharina von Hanau-Münzenberg                                     | Ahnentafel der Gräfin Katharina von Hanau-Münzenberg                                     | Ahnentafel der Gräfin Katharina von Hanau-Münzenberg | Ahnentafel der Gräfin Katharina von Hanau-Münzenberg |
| ---------------------------------------------------- | --- | --- | ---------------------------------------------------------------------------------------- | ---------------------------------------------------------------------------------------- | ---------------------------------------------------- | ---------------------------------------------------- |
| Urgroßeltern                                         | Philipp I. von Hanau-Münzenberg (* 1449; † 1500) ⚭ Adriana von Nassau-Dillenburg (* 1449; † 1477)           | Günther XXXVIII. von Schwarzburg-Blankenburg (* 1450; † 1484) ⚭ Katharina von Querfurt († 1521)             | Heinrich der Ältere zu Stolberg (* 1436; † 1511) ⚭ Mathilde von Mansfeld († 1468)        | Philipp von Eppstein-Königstein (* 1459; † 1481) ⚭ Ludovika von der Mark († 1499)        |                                                      |                                                      |
| Großeltern                                           | Reinhard IV. von Hanau-Münzenberg (* 1473; † 1512) ⚭ Katharina von Schwarzburg-Blankenburg (* 1470; † 1514) | Reinhard IV. von Hanau-Münzenberg (* 1473; † 1512) ⚭ Katharina von Schwarzburg-Blankenburg (* 1470; † 1514) | Botho zu Stolberg (* 1467; † 1538) ⚭ Anna von Eppstein-Königstein (* 1482; † 1538)       | Botho zu Stolberg (* 1467; † 1538) ⚭ Anna von Eppstein-Königstein (* 1482; † 1538)       |                                                      |                                                      |
| Eltern                                               | Philipp II. von Hanau-Münzenberg (* 1501; † 1529) ⚭ Juliana zu Stolberg (* 1506; † 1580)                    | Philipp II. von Hanau-Münzenberg (* 1501; † 1529) ⚭ Juliana zu Stolberg (* 1506; † 1580)                    | Philipp II. von Hanau-Münzenberg (* 1501; † 1529) ⚭ Juliana zu Stolberg (* 1506; † 1580) | Philipp II. von Hanau-Münzenberg (* 1501; † 1529) ⚭ Juliana zu Stolberg (* 1506; † 1580) |                                                      |                                                      |
| Katharina von Hanau-Münzenberg                       | | |                                                                                          |                                                                                          |                                                      |                                                      |

## Nachweise
1. ↑  Die Verzichtserklärung stammt vom 14. September 1543: Staatsarchiv Marburg, Bestand I.O.a.
2. ↑  Dek, S. 229

| Personendaten    | Personendaten                                        |
| ---------------- | ---------------------------------------------------- |
| NAME             | Katharina von Hanau                                  |
| ALTERNATIVNAMEN  | Katharina von Wied                                   |
| KURZBESCHREIBUNG | Gemahlin von Johann IV. von Wied-Runkel und Isenburg |
| GEBURTSDATUM     | 26. März 1525                                        |
| STERBEDATUM      | 20. August 1581                                      |